# Attacken mot Glasgow International Airport 2007
Attacken mot Glasgow International Airport 2007 (engelska: 2007 Glasgow Airport attack) inträffade lördagen den 30 juni 2007 klockan 15:11 då islamister i en mörkgrön fyrhjulsdriven stadsjeep av typen Cherokee, riggad som en bilbomb, körde in i glasdörrarna vid Glasgow International Airports huvudterminal i Skottland och utlöste sin sprängladdning. Bilen fattade eld och polisman Ferguson rusade fram med släcka elden och sprutade även på en av attentatsmännen för att stoppa deras angrep på en kollega. Andra poliser på plats och allmänheten angrep attentatsmännen med knytnävsslag och satte handfängsel på dem. En av attentatsmännen fick kraftiga brännskador och fem andra skadades lindrigt. Alla togs till Royal Alexandra Hospital. Scotland Yard bekräftade kort därefter att fyra personer hade tagits i förvar i samband med attentatet.
Sju personer dekorerades för tapperhet med utmärkelsen Queen's Commendation for Bravery  efter sina ingripanden under attentatet varav två poliser och fem civila.

### Fotnoter
1. ↑  ”Bil kraschade mot flygplatsbyggnad”. Dagens nyheter. 30 juni 2007. http://www.dn.se/nyheter/bil-kraschade-mot-flygplatsbyggnad/. Läst 30 december 2016.
2. 1 2  ”Bravery awards for Glasgow Airport attack heroes” (på brittisk engelska). BBC News. 14 december 2010. http://www.bbc.com/news/uk-scotland-glasgow-west-11989143. Läst 7 juni 2017.